# Vauxhall Equus
Der Vauxhall Equus ist ein fahrbereites Konzeptfahrzeug des britischen Automobilherstellers Vauxhall, das im Herbst 1978 öffentlich vorgestellt wurde. Der glattflächig gestaltete Roadster sollte zeigen, wie ein moderner Konkurrent zu den seinerzeit bereits veralteten Sportwagen von MG und Triumph aussehen könnte. In den Aufbau des Prototyps war der britische Kleinstserienhersteller Panther Westwinds eingebunden. Eine Serienfertigung kam weder bei Vauxhall noch bei Panther zustande.

## Entstehungsgeschichte
Die damalige General-Motors-Tochter Vauxhall hatte nach dem Zweiten Weltkrieg die Produktion von Sportwagen aufgegeben und sich auf kostengünstige, in Großserie hergestellte Familienfahrzeuge und Lastkraftwagen konzentriert. Preiswerte offene Sportwagen hatten vor allem die Konkurrenzhersteller Rootes, Leyland Motors und British Motor Corporation bzw. ab 1968 die British Leyland Motor Corporation im Programm. Ihre Modelle MG Midget, MGB und Triumph Spitfire gingen jeweils auf die frühen 1960er-Jahre zurück und waren Mitte der 1970er Jahre erkennbar veraltet.
Im Rahmen eines größer angelegten Versuchs, der bodenständigen Marke Vauxhall künftig ein „jüngeres und beschwingteres“ Image zu geben, griff Vauxhalls Geschäftsführer Bob Price im Sommer 1977 den Mangel an zeitgemäßen britischen Roadstern auf und ließ die Designabteilung ab 1977 einen Entwurf erstellen, der zeigen sollte, wie eine „neue Generation von Sportwagen für die breite Masse“ in den 1980er-Jahren aussehen müsste. Auf dieser Grundlage entstand der Vauxhall Equus, der im Oktober 1978 auf der British International Motor Show in Birmingham erstmals öffentlich gezeigt wurde.
Der Wagen hatte einerseits die Funktion eines Imageträgers. Zudem sollte das Auto, das ohne Einbindung oder auch nur Information der deutschen Schwestermarke Opel entwickelt worden war, die Leistungsfähigkeit von Vauxhalls Designstudio belegen. Das ist im Zusammenhang mit der Absicht General Motors’ zu sehen, die Designarbeiten für seine europäischen Marken in absehbarer Zeit bei Opel zu konzentrieren. Ungeachtet der positiven Resonanz, die der Equus in Presse und Öffentlichkeit erfuhr, war er der letzte komplett eigenständige Karosserieentwurf Vauxhalls. Seit den frühen 1980er-Jahren wurden alle Vauxhalls in Rüsselsheim gestaltet.
Der Equus war das letzte Show Car der Marke Vauxhall bis zum VX Lightning von 2003.

## Beschreibung

### Design
Das Design des Equus wird üblicherweise dem 1937 in Indianapolis geborenen US-amerikanischen General-Motors-Designer Wayne Cherry zugeschrieben, der seit 1965 in Luton für Vauxhall tätig und seit 1975 dort Chefdesigner war. Cherry entwarf die Grundform; Detailarbeiten erledigte John Taylor. Cherry beschrieb den Equus später als das kompromissloseste Auto, das er in seiner Karriere entworfen hatte.
Die äußeren Karosserieteile des Vauxhall Equus bestehen aus glasfaserverstärktem Kunststoff.
Das Auto ist als offener zweisitziger Sportwagen ohne Überrollbügel gestaltet. Die Proportionen entsprechen denen klassischer britischer Sportwagen: Der Motorraum ist lang, das Cockpit weit nach hinten versetzt. Dieser Eindruck wird optisch durch die hinten angeschnittenen Türen verstärkt.

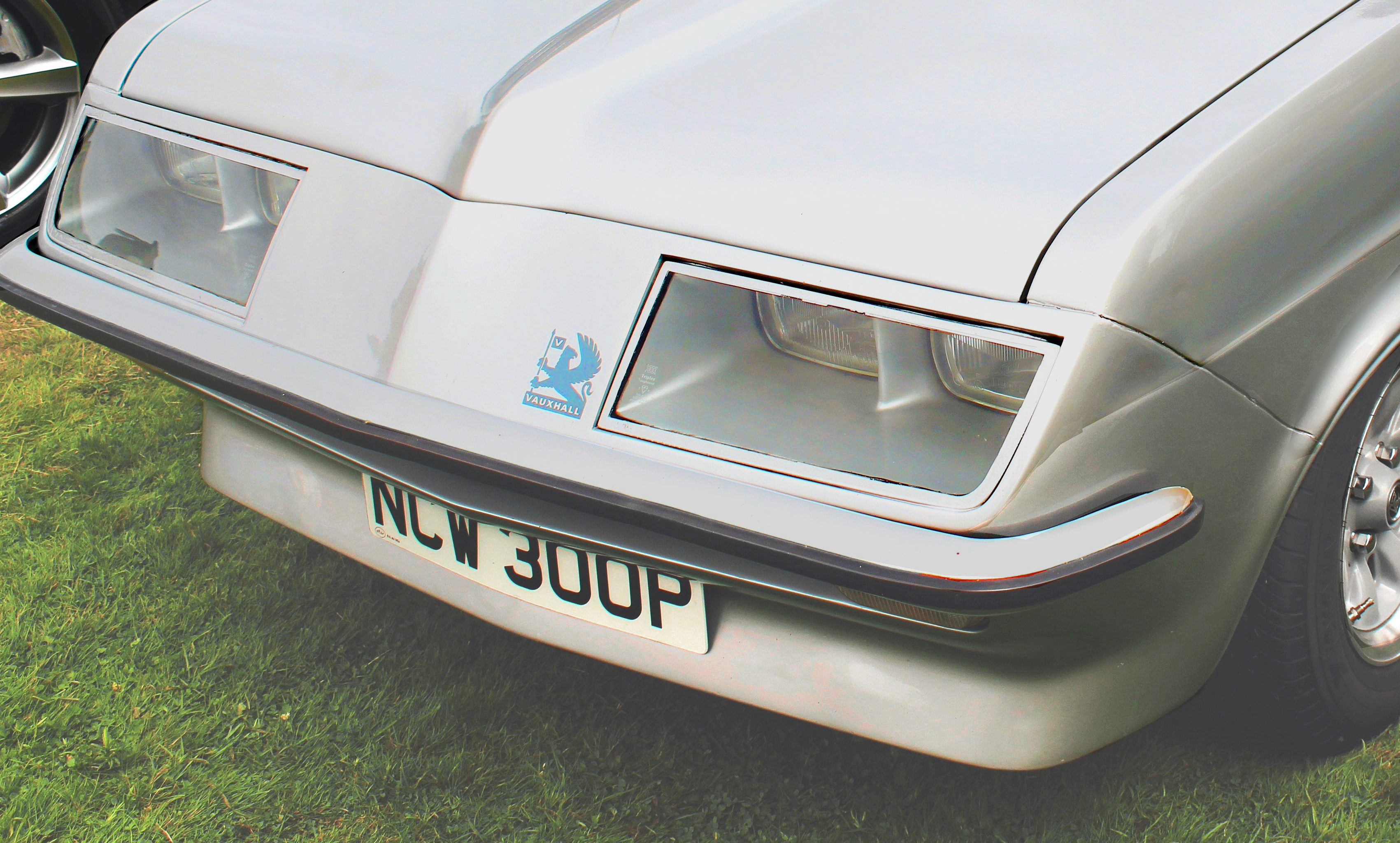
Drop-snoot-Design (hier bei einem Vauxhall Firenza HP von 1973)

Die Karosserie ist glattflächig; es gibt kaum Rundungen. Abgesehen von den Radausschnitten ist der (aus der Großserie übernommene) Tankdeckel im rechten hinteren Kotflügel das einzige runde Element. Ein besonderes Gestaltungsmerkmal ist eine ausgeprägte waagerecht verlaufende Sicke an den Flanken, die den Aufbau optisch in eine obere und eine untere Hälfte teilt. In den vorderen Kotflügeln befinden sich zwischen den Radkästen und den Türen sechs stilisierte Lamellen, die Luftaustrittsöffnungen imitieren. Der Winkel zwischen der A-Säule und der oberen Türkante, an dem der Rückspiegel befestigt ist, ist zu einem ungewöhnlich großen Teil verkleidet. Diese Gestaltung wird durch eine abweichende Lackierung in diesem Bereich betont. Die Frontmaske ist geneigt. Sie ähnelt der drop-snoot des seinerzeit erfolgreichen und begehrten Vauxhall Firenza HP von 1973. Der Equus hat viereckige Doppelscheinwerfer von Cibié, die hinter einer Glasabdeckung untergebracht sind. Zwischen den Scheinwerfern gibt es kein Kühlergitter, sondern eine in Wagenfarbe lackierte Maske.
Der Equus hat kein Verdeck. Im Designkonzept ist kein Raum für die Unterbringung eines (zusammengeklappten) Verdecks vorgesehen. Er hat auch keinen von außen zugänglichen Kofferraum; Zugang zum Gepäckabteil gab es nur über eine Öffnung hinter den Sitzen.

### Technik

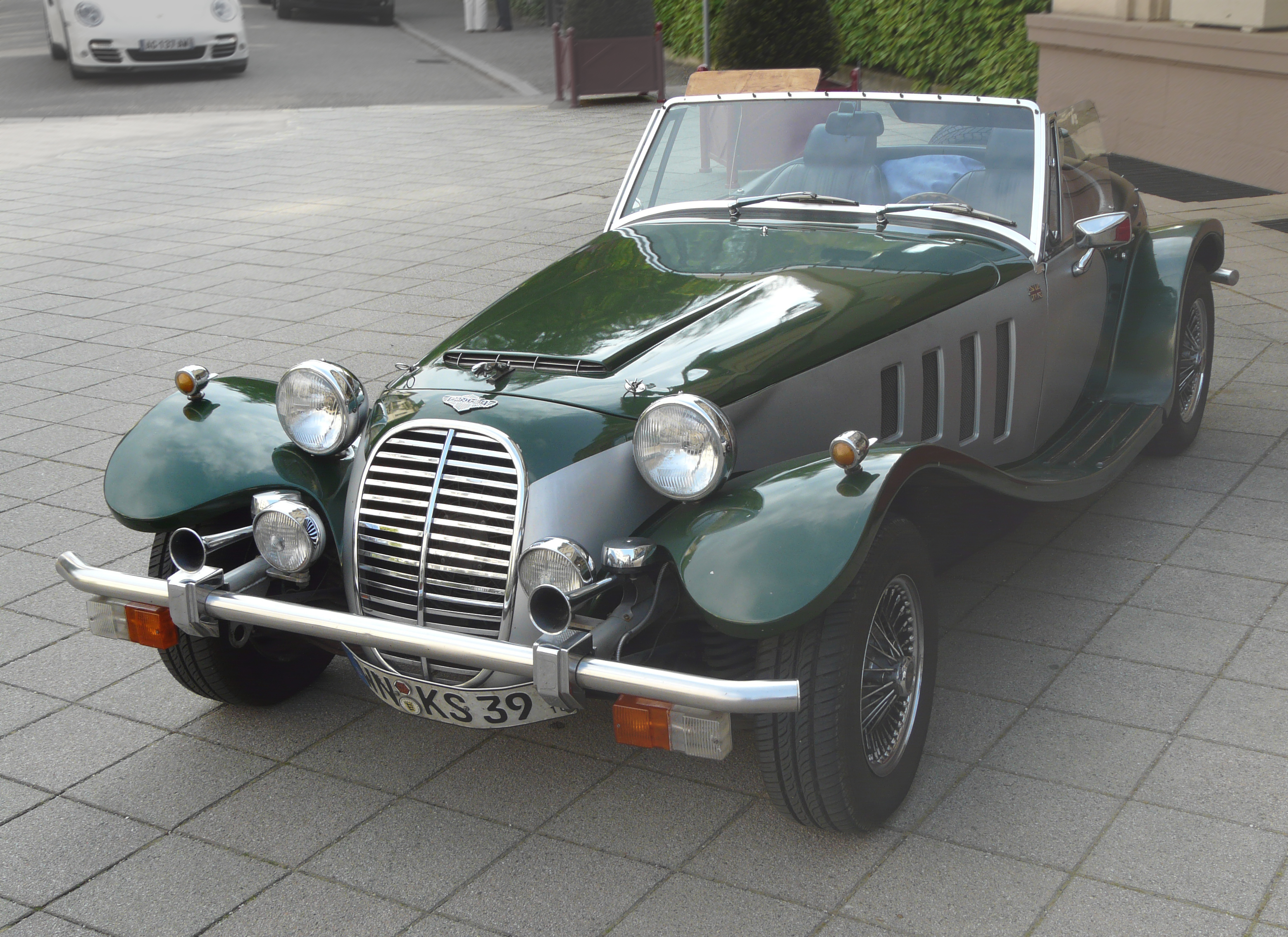
Technisch eng verwandt: Panther Lima

Der Equus nutzt das Chassis des Retro-Roadsters Panther Lima, der seinerseits Fahrwerks- und Antriebskomponenten der Mittelklasselimousine Vauxhall Magnum enthält. Im Equus ist das Chassis im Fahrgastbereich leicht verbreitert. Wie beim Lima ist der Motor vorn hinter der Vorderachse eingebaut. Aus dieser Auslegung resultiert ein langer Vorderwagen.
Antriebstechnik und Fahrwerk des Equus entsprechen dem Vauxhall Magnum. Das Auto wird von einem 2,3 Liter großen Reihenvierzylindermotor angetrieben, der 81 kW (110 PS) leistet.

## Produktion

### Prototyp
Aus Kapazitätsgründen lagerte Vauxhall den Bau des Prototyps auf den in Weybridge, Surrey, ansässigen Spezialbetrieb Panther Westwinds aus, der in erster Linie Roadster im Retrodesign herstellte und dabei vielfach Vauxhall-Technik verwendete. Für den Prototyp griff Panther – abgesehen vom Chassis des eigenen Modells Lima – auf zahlreiche Teile von Vauxhalls Großserienmodellen zurück. Die äußerlich veränderten Türen und die Sitze kamen vom Vauxhall Cavalier Coupé (Opel Manta B), die Instrumente vom Royale (Opel Senator A1) und die Lüftung vom Chevette.
Der Prototyp existiert auch im 21. Jahrhundert noch. Wayne Cherry übernahm den Wagen und machte ihn zum Bestandteil seiner privaten Sammlung, zu der er auch 2024 noch gehört.

### Keine Serienproduktion
Der Equus war nicht für eine Serienproduktion vorgesehen. Der fehlende Kofferraum und die fehlende Möglichkeit, ein Verdeck unterzubringen, standen dem entgegen.
Panther Westwinds hoffte, im eigenen Namen einige Nachbauten des Equus herstellen und vertreiben zu können; dazu kam es aber nicht. Eine Quelle führt dies auf wirtschaftliche Schwierigkeiten Panthers infolge der zweiten Ölkrise von 1979 zurück.